# Johan Willem van Vredenburch

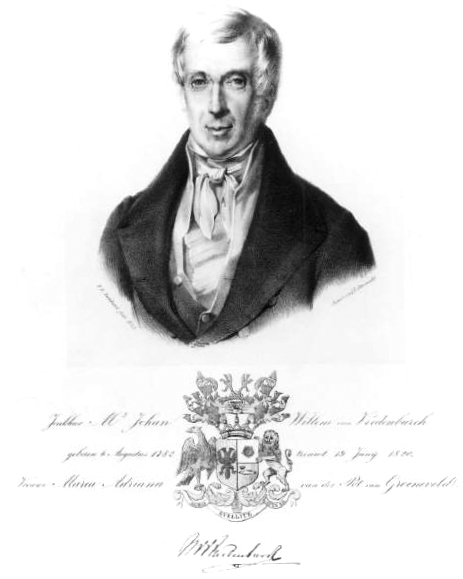
Johan Willem van Vredenburch

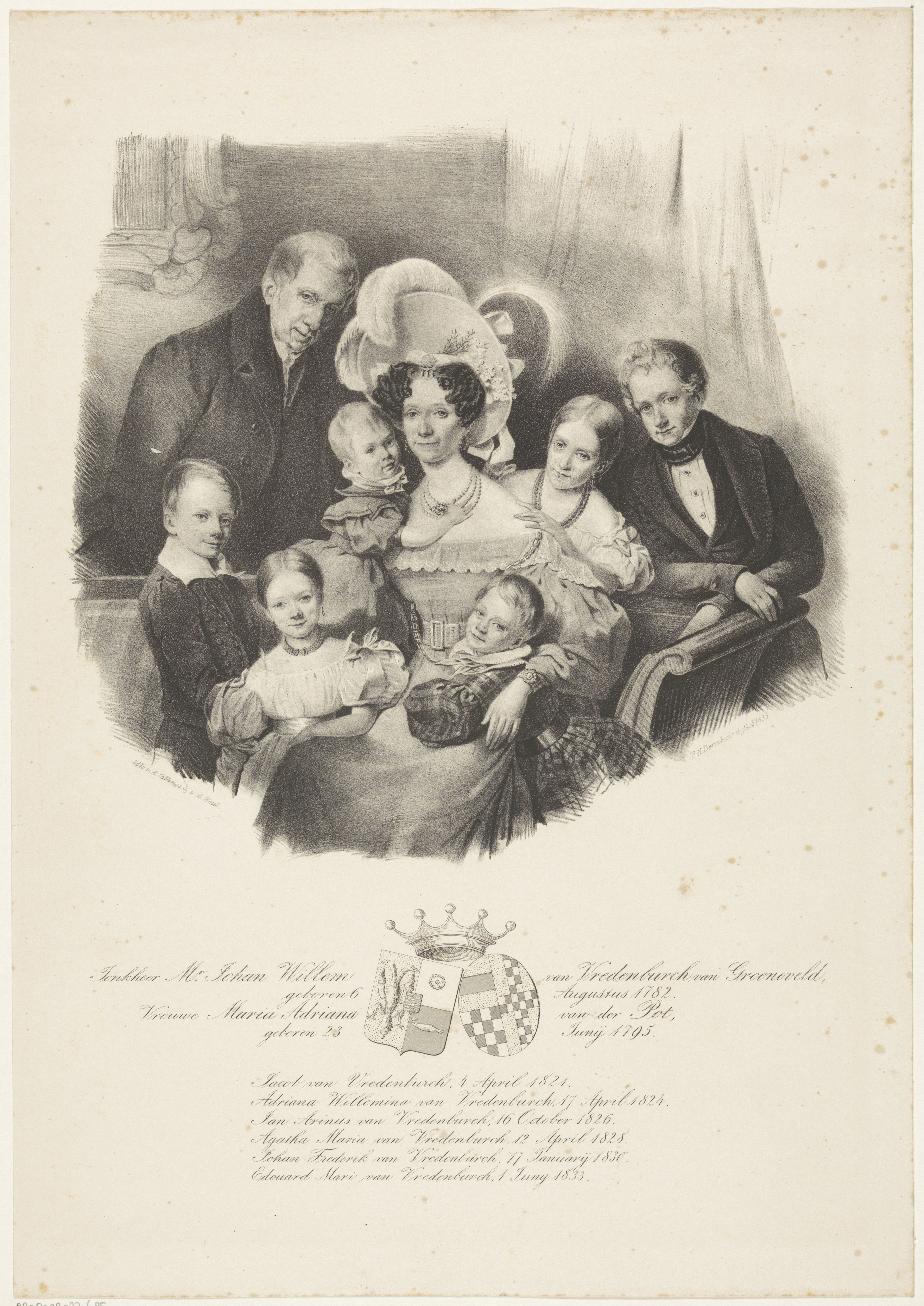
Gezin van J.W. van Vredenburch.

Jonkheer mr. Johan Willem van Vredenburch (Delft, 6 augustus 1782 – Rijswijk, 14 december 1849) was een Nederlands bestuurder in de eerste helft van de negentiende eeuw.

## Leven en werk
Hij stamde uit een voornaam bestuurdersgeslacht, zijn vader was Jacob van Vredenburch, en ging in 1800 naar Leiden om rechten te studeren. Hij was een toegewijd student, en behaalde in 1805 de doctorstitel in het Romeinse en hedendaagse recht. Zijn Dissertatio juridica inauguralis de prohibitis nuptiis inter tutorem et pupillam ex jure Romano et hodierno werd tot de beste academische proefschriften van zijn tijd gerekend.
Na zijn opleiding studeerde hij op het buitenhuis Overvoorde in Rijswijk letterkunde en natuurkunde. Hij werd in 1808 lid van de vroedschap van de stad Delft, en in 1815 hoofdingeland van het Hoogheemraadschap van Delfland. In 1809 werd hij voorgedragen tot lid van de Maatschappij van Nederlandsche Letterkunde. Later werd hij ook toegelaten tot de Hollandsche Maatschappij van Wetenschappen te Haarlem, het Provinciaal Utrechtsch Genootschap van Kunsten en Wetenschappen en de Eerste Klasse van het Koninklijk Nederlandsche Instituut.
In 1811 werd hij benoemd tot de eerste burgemeester van Rijswijk. Hij zou dat tot 1847 blijven. In 1814 werd hij benoemd als lid van de Provinciale Staten, en in 1815 tot buitengewoon lid van de Staten-Generaal.
Hij voelde zich betrokken bij het onderwijs en zorgde er in Rijswijk voor dat kinderen uit arme gezinnen kosteloos naar school konden gaan. Hij was tevens schoolopziener van het negende district van Zuid-Holland.
Hij was een vrijmetselaar en secretaris-generaal van het Groot-Oosten der Nederlanden van 1812 tot 1842. Bij zijn overlijden werd een medaille geslagen waarvan elke loge verbonden aan het Groot-Oosten een exemplaar ontving. 
Op 24 november 1816 werd hij in de adelstand verheven (jonkheer). Zijn devies was Agro evellite spinas (Ruk de doornen uit het veld.).
Johan Willem van Vredenburch stierf na een slopende ziekte, bedlegerig en blind, op 67-jarige leeftijd.

### Familie
Hij trouwde op 19 juni 1820 met Maria Adriana van der Pot, vrouwe van Groeneveld (1795 - 1861), met wie hij negen kinderen kreeg. Zijn zoon Jacob volgde hem in 1847 op als tweede burgemeester van Rijswijk, en zijn zoon Johan Frederik werd dijkgraaf van Delfland.